# Dinotrema callidum
Dinotrema callidum är en stekelart som beskrevs av Vladimir Ivanovich Tobias. Dinotrema callidum ingår i släktet Dinotrema och familjen bracksteklar. Inga underarter finns listade i Catalogue of Life.